# Liste von Nationalfeiertagen
Diese Liste enthält offiziell begangene Nationalfeiertage völkerrechtlich anerkannter Staaten.
Angegeben ist das Datum, ein etwaiger offizieller Name des Feiertags sowie das ausschlaggebende Ereignis und das Jahr, in dem dieses stattfand. Oft ist dies der Tag, an dem ein Staat seine Souveränität erlangte (etwa durch Ende der Kolonialherrschaft oder durch Abspaltung von einem anderen Staat.) oder eine Transition seines politischen Systems vollzog. In einigen Fällen wird mit dem Nationalfeiertag ein unregelmäßig wiederkehrendes Ereignis gefeiert (zum Beispiel die Geburt oder Amtseinführung des Staatsoberhaupts), sodass das Datum nicht fest definiert ist und auf absehbare Zeit wechselt. In diesen Fällen wird das Datum hier kursiv dargestellt.
Einige Staaten begehen mehrere Nationalfeiertage, andere haben keinen offiziellen Nationalfeiertag.

## Liste offizieller Nationalfeiertage
| Staat                              | Datum         | Jahr        | Name                                           | Ausschlaggebendes Ereignis |
| ---------------------------------- | ------------- | ----------- | ---------------------------------------------- | --- |
| Afghanistan                        | 19. August    | 1919        |                                                | Unabhängigkeit von der Kontrolle des Vereinigten Königreichs |
| Ägypten                            | 23. Juli      | 1952        | Tag der Revolution                             | Militärputsch gegen die ägyptische Monarchie |
| Albanien                           | 28. November  | 1912        | Dita e Pavarësisë                              | Unabhängigkeit vom Osmanischen Reich |
| Algerien                           | 1. November   | 1954        | Tag der Revolution                             | Beginn des Algerienkriegs, dessen Ende 1962 zur Unabhängigkeit von Frankreich führt. |
| Andorra                            | 8. September  | 1278        |                                                | Staatsgründung durch Vertrag der Co-Fürsten |
| Angola                             | 11. November  | 1975        |                                                | Unabhängigkeit von Portugal |
| Antigua und Barbuda                | 1. November   | 1981        |                                                | Unabhängigkeit vom Vereinigten Königreich |
| Äquatorialguinea                   | 12. Oktober   | 1968        |                                                | Unabhängigkeit von Spanien |
| Argentinien                        | 25. Mai       | 1810        |                                                | Unabhängigkeit von Spanien proklamiert. |
| Armenien                           | 21. September | 1991        |                                                | Unabhängigkeit von der Sowjetunion |
| Aserbaidschan                      | 28. Mai       | 1918        |                                                | Unabhängigkeit der Demokratischen Republik Aserbaidschan von Sowjetrussland |
| Äthiopien                          | 28. Mai       | 1991        |                                                | Entmachtung des Derg-Regimes, die den Äthiopischen Bürgerkrieg beendete und die Transition zur föderalen Republik einleitete                                                                                           |
| Australien                         | 26. Januar    | 1788        | Australia Day                                  | Eintreffen erster weißer Siedler |
| Bahamas                            | 10. Juli      | 1973        |                                                | Unabhängigkeit vom Vereinigten Königreich |
| Bahrain                            | 16. Dezember  | 1971        |                                                | Unabhängigkeitstag (nicht Tag der faktischen Unabhängigkeit vom Vereinigten Königreich) |
| Bangladesch                        | 26. März      | 1971        | Unabhängigkeitstag                             | Proklamation der Unabhängigkeit von Pakistan (erst nach dem Bangladesch-Krieg anerkannt) |
| Barbados                           | 30. November  | 1966        |                                                | Unabhängigkeit vom Vereinigten Königreich |
| Belgien                            | 21. Juli      | 1831        |                                                | Der erste belgische König legt als Folge der Unabhängigkeit von den Niederlanden seinen Eid ab. |
| Belize                             | 21. September | 1981        |                                                | Unabhängigkeit vom Vereinigten Königreich |
| Benin                              | 1. August     | 1960        |                                                | Unabhängigkeit von Frankreich |
| Bhutan                             | 17. Dezember  | 1907        |                                                | Thronbesteigung des ersten Königs Ugyen Wangchuk |
| Bolivien                           | 6. August     | 1825        |                                                | Unabhängigkeit von Spanien |
| Bosnien und Herzegowina            | 1. März       | 1992        |                                                | Unabhängigkeitsreferendum von der Sozialistischen Föderativen Republik Jugoslawien (nur in der Föderation Bosnien und Herzegowina)                                                                                     |
| Botswana                           | 30. September | 1966        |                                                | Unabhängigkeit vom Vereinigten Königreich |
| Brasilien                          | 7. September  | 1822        |                                                | Unabhängigkeit von Portugal proklamiert (faktisch erst ab 1825 unabhängig) |
| Brunei                             | 23. Februar   | 1984        |                                                | Vollständige Unabhängigkeit vom Vereinigten Königreich |
| Bulgarien                          | 3. März       | 1878        |                                                | Frieden von San Stefano, der später zur Unabhängigkeit vom Osmanischen Reich führt |
| Burkina Faso                       | 11. Dezember  | 1958        |                                                | Ausrufung der Republik im Rahmen der Communauté française |
| Burundi                            | 1. Juli       | 1962        |                                                | Unabhängigkeit von Belgien |
| Chile                              | 18. September | 1810        |                                                | Beginn des Unabhängigkeitsprozesses |
| Taiwan                             | 10. Oktober   | 1911        | Double Ten Day                                 | Aufstand von Wuchang |
| Volksrepublik China                | 1. Oktober    | 1949        |                                                | Ausrufung der Volksrepublik durch Mao Zedong |
| Costa Rica                         | 15. September | 1821        |                                                | Unabhängigkeit von Spanien |
| Demokratische Republik Kongo       | 30. Juni      | 1960        |                                                | Unabhängigkeit von Belgien |
| Deutschland                        | 3. Oktober    | 1990        | Tag der Deutschen Einheit                      | Wiedervereinigung durch Beitritt der Deutschen Demokratischen Republik zur Bundesrepublik Deutschland |
| Dominica                           | 3. November   | 1978        |                                                | Unabhängigkeit vom Vereinigten Königreich |
| Dominikanische Republik            | 27. Februar   | 1844        |                                                | Unabhängigkeit von Haiti |
| Dschibuti                          | 27. Juni      | 1977        |                                                | Unabhängigkeit von Frankreich |
| Ecuador                            | 10. August    | 1809        |                                                | Proklamation der Unabhängigkeit von Spanien, die 1822 mit der Schlacht am Pichincha erreicht wurde. |
| Elfenbeinküste                     | 7. August     | 1960        |                                                | Unabhängigkeit von Frankreich |
| El Salvador                        | 15. September | 1821        |                                                | Unabhängigkeit von Spanien proklamiert. |
| Eritrea                            | 24. Mai       | 1993        |                                                | Unabhängigkeit von Äthiopien |
| Estland                            | 24. Februar   | 1918        |                                                | Verlesung des Manifests an alle Völker Estlands (Unabhängigkeit von Sowjetrussland) |
| Eswatini                           | 6. September  | 1968        |                                                | Unabhängigkeit vom Vereinigten Königreich |
| Fidschi                            | 10. Oktober   | 1970        |                                                | Unabhängigkeit vom Vereinigten Königreich |
| Finnland                           | 6. Dezember   | 1917        | Unabhängigkeitstag                             | Erklärung der Unabhängigkeit von Sowjetrussland |
| Frankreich                         | 14. Juli      | 1789/1790   | Fête nationale                                 | Sturm auf die Bastille und das Föderationsfest |
| Gabun                              | 17. August    | 1960        |                                                | Unabhängigkeit von Frankreich |
| Gambia                             | 18. Februar   | 1965        |                                                | Unabhängigkeit vom Vereinigten Königreich |
| Georgien                           | 26. Mai       | 1918        |                                                | Unabhängigkeit der Demokratischen Republik Georgien von Sowjetrussland |
| Ghana                              | 6. März       | 1957        |                                                | Unabhängigkeit vom Vereinigten Königreich |
| Grenada                            | 7. Februar    | 1974        |                                                | Unabhängigkeit vom Vereinigten Königreich |
| Griechenland                       | 25. März      | 1821        |                                                | Beginn der Griechischen Revolution |
| Griechenland                       | 28. Oktober   | 1940        | Ochi-Tag                                       | Zurückweisung eines italienischen Ultimatums, das zum Griechisch-Italienischen Krieg führte |
| Guatemala                          | 15. September | 1821        |                                                | Unabhängigkeitserklärung von Spanien |
| Guinea                             | 2. Oktober    | 1958        |                                                | Unabhängigkeit von Frankreich |
| Guinea-Bissau                      | 24. September | 1973        |                                                | Proklamation der Unabhängigkeit von Portugal |
| Guyana                             | 23. Februar   | 1970        |                                                | Änderung der Staatsform |
| Haiti                              | 1. Januar     | 1804        |                                                | Unabhängigkeit von Frankreich |
| Honduras                           | 15. September | 1821        |                                                | Erklärung der Unabhängigkeit vom Königreich Spanien |
| Indien                             | 15. August    | 1947        | Swatantrata Divas                              | Unabhängigkeit vom Vereinigten Königreich |
| Indien                             | 26. Januar    | 1950        | Tag der Republik                               | Inkrafttreten der Verfassung |
| Indien                             | 2. Oktober    | 1869        | Gandhi Jayanti                                 | Geburtstag Mahatma Gandhis |
| Indonesien                         | 17. August    | 1945        | Unabhängigkeitstag                             | Proklamation der Unabhängigkeit von der Kolonialmacht Niederlande nach dem Abzug der Besatzungsmacht Japan |
| Irak                               | 14. Juli      | 1958        |                                                | Staatsstreich unter Führung Abd al-Karim Qasims gegen die Monarchie und die probritische Regierung |
| Iran                               | 11. Februar   | 1979        |                                                | Sieg der Islamischen Revolution (22. Bahman) |
| Irland                             | 17. März      | 461/493     | Saint Patrick’s Day                            | mythischer Todestag von Patrick von Irland |
| Island                             | 17. Juni      | 1944        |                                                | Ausrufung der Republik am Geburtstag von Jón Sigurðsson (De-facto-Unabhängigkeit vom Königreich Dänemark, mit dem zuvor eine Monarchie in Personalunion bestand.)                                                      |
| Israel                             | 05. Ijjar     | 1948        | Jom haAtzma’ut                                 | Israelische Unabhängigkeitserklärung vom britischen Mandat (gefeiert an einem Dienstag, Mittwoch oder Donnerstag, der am nächsten an diesem Datum liegt. Das kann etwa zwischen dem 15. April und dem 15. Mai liegen.) |
| Italien                            | 2. Juni       | 1946        | Festa della Repubblica                         | Volksabstimmung über die Einführung der Republik |
| Jamaika                            | 6. August     | 1962        |                                                | Unabhängigkeit vom Vereinigten Königreich |
| Japan                              | 11. Februar   | 660 v. Chr. | Nationaler Gründungstag                        | mythische Staatsgründung durch die Thronbesteigung von Kaiser Jimmu |
| Japan                              | 23. Februar   | 1960        | Geburtstag des Kaisers                         | Geburtstag des amtierenden Tennō |
| Jemen                              | 22. Mai       | 1990        | Tag der Vereinigung                            | Wiedervereinigung von Nord- und Südjemen |
| Jordanien                          | 25. Mai       | 1946        |                                                | Unabhängigkeit vom Vereinigten Königreich |
| Kambodscha                         | 9. November   | 1953        |                                                | Unabhängigkeit von Frankreich |
| Kamerun                            | 20. Mai       | 1972        | Verfassungstag                                 | Änderung von einem Bundesstaat zu einem Einheitsstaat |
| Kanada                             | 1. Juli       | 1867        | Fête du Canada                                 | Autonomie (aber keine Unabhängigkeit) vom Vereinigten Königreich |
| Kap Verde                          | 5. Juli       | 1975        |                                                | Unabhängigkeit von Portugal |
| Kasachstan                         | 16. Dezember  | 1991        |                                                | Unabhängigkeit von der Sowjetunion |
| Kosovo                             | 17. Februar   | 2008        | Dita e Pavarësisë                              | Erklärung der Unabhängigkeit von Serbien |
| Katar                              | 18. Dezember  | 1878        | Youm Al-ouatani                                | Vereinigung der Stämme in Katar |
| Kenia                              | 12. Dezember  | 1963        |                                                | Unabhängigkeit vom Vereinigten Königreich |
| Kirgisistan                        | 31. August    | 1991        |                                                | Unabhängigkeit von der Sowjetunion |
| Kiribati                           | 12. Juli      | 1979        |                                                | Unabhängigkeit vom Vereinigten Königreich |
| Kolumbien                          | 20. Juli      | 1810        |                                                | Proklamation der Unabhängigkeit von Spanien |
| Komoren                            | 6. Juli       | 1975        |                                                | Unabhängigkeit von Frankreich |
| Republik Kongo                     | 15. August    | 1960        |                                                | Unabhängigkeit von Frankreich |
| Nordkorea                          | 9. September  | 1948        |                                                | Ausrufung der Volksrepublik |
| Südkorea                           | 15. August    | 1945/1948   | Gwangbokjeol                                   | Unabhängigkeit von Japan / Ausrufung der Republik |
| Kroatien                           | 25. Juni      | 1991        | Tag der Staatlichkeit                          | Proklamation der Unabhängigkeit von Jugoslawien |
| Kuba                               | 1. Januar     | 1959        | Tag der Befreiung                              | Sieg der Revolution |
| Kuwait                             | 25. Februar   | 1991        |                                                | Rückeroberung Kuwaits im Zweiten Golfkrieg |
| Laos                               | 2. Dezember   | 1975        |                                                | Ausrufung der Volksrepublik |
| Lesotho                            | 4. Oktober    | 1966        |                                                | Unabhängigkeit vom Vereinigten Königreich |
| Lettland                           | 18. November  | 1918        |                                                | Unabhängigkeit von Sowjetrussland |
| Libanon                            | 22. November  | 1943        |                                                | Unabhängigkeit von Frankreich |
| Liberia                            | 26. Juli      | 1847        |                                                | Erklärung der Unabhängigkeit von den Vereinigten Staaten |
| Libyen                             | 1. September  | 1969        | Tag der Revolution                             | Militärputsch gegen die Monarchie und Ausrufung der Arabischen Republik |
| Liechtenstein                      | 15. August    |             | Staatsfeiertag                                 | Mariä Himmelfahrt und Geburtstag des ehemaligen Fürsten Franz Josef II. (eigentlich am 16. August) |
| Litauen                            | 16. Februar   | 1918        |                                                | Erklärung der Unabhängigkeit von Sowjetrussland und dem Deutschen Reich am 16. Februar 1918. |
| Luxemburg                          | 23. Juni      |             | Nationalfeiertag                               | ursprünglich Tag der Feier des Geburtstags von Großherzogin Charlotte (nicht ihr Geburtstag), heute kein Bezug mehr auf die Monarchie                                                                                  |
| Madagaskar                         | 26. Juni      | 1960        |                                                | Unabhängigkeit von Frankreich |
| Malawi                             | 6. Juli       | 1964        |                                                | Unabhängigkeit vom Vereinigten Königreich |
| Malaysia                           | 31. August    | 1957        | Hari Merdeka                                   | Unabhängigkeit vom Vereinigten Königreich |
| Malediven                          | 26. Juli      | 1965        |                                                | Unabhängigkeit vom Vereinigten Königreich |
| Mali                               | 22. September | 1960        |                                                | Unabhängigkeit von Frankreich |
| Malta                              | 21. September | 1964        |                                                | Unabhängigkeit vom Vereinigten Königreich |
| Marokko                            | 30. Juli      | 1999        |                                                | Thronbesteigung von Mohammed VI. |
| Marshallinseln                     | 1. Mai        | 1979        | Constitution Day                               | Inkrafttreten der Verfassung und Unabhängigkeit vom US-verwalteten Treuhandgebiet Pazifikinseln |
| Mauretanien                        | 28. November  | 1960        |                                                | Unabhängigkeit von Frankreich |
| Mauritius                          | 12. März      | 1968        |                                                | Unabhängigkeit vom Vereinigten Königreich |
| Mexiko                             | 16. September | 1810        | Grito de Dolores                               | Proklamation der Unabhängigkeit von Spanien (anerkannt am 27. September 1821) |
| Föderierte Staaten von Mikronesien | 3. November   | 1986        |                                                | Proklamation der Unabhängigkeit von den USA |
| Moldau                             | 27. August    | 1991        | Unabhängigkeitstag                             | Proklamation der Unabhängigkeit von der Sowjetunion |
| Monaco                             | 19. November  |             | Fête du Prince                                 | Namenstag von Fürst Rainier III. |
| Mongolei                           | 11. Juli      | 1219        |                                                | Entmachtung Choresmischen Reich in Persien im Jahr 1219 |
| Montenegro                         | 13. Juli      | 1878        |                                                | Anerkennung der Unabhängigkeit vom Osmanischen Reich durch den Berliner Kongress |
| Mosambik                           | 25. Juni      | 1975        |                                                | Unabhängigkeit von Portugal |
| Myanmar                            | 4. Januar     | 1948        |                                                | Unabhängigkeit vom Vereinigten Königreich |
| Namibia                            | 21. März      | 1990        |                                                | Unabhängigkeit von der südafrikanischen Besatzung |
| Nauru                              | 31. Januar    | 1968        |                                                | Unabhängigkeit (vorher UN-Treuhandgebiet) |
| Nepal                              | 28. Mai       | 2008        | Tag der Republik                               | Ende der Monarchie und Ausrufung der Republik |
| Neuseeland                         | 6. Februar    | 1840        | Waitangi Day                                   | Gründung durch den Vertrag von Waitangi |
| Nicaragua                          | 15. September | 1821        |                                                | Proklamation der Unabhängigkeit von Spanien |
| Niederlande                        | 27. April     | 2013        | Koningsdag                                     | Geburtstag des Königs Willem-Alexander |
| Niger                              | 3. August     | 1960        | Nationalfeiertag                               | Unabhängigkeit von Frankreich |
| Nigeria                            | 1. Oktober    | 1960        |                                                | Unabhängigkeit vom Vereinigten Königreich |
| Nordmazedonien                     | 2. August     | 1903        | Den na Republikata                             | Ilinden-Aufstand |
| Nordmazedonien                     | 8. September  | 1991        | Den na nezavisnosta                            | Unabhängigkeit von Jugoslawien |
| Norwegen                           | 17. Mai       | 1814        | Verfassungstag                                 | Unterzeichnung der Verfassung von Eidsvoll |
| Oman                               | 18. November  | 1940        |                                                | Geburtstag des Sultans Qabus ibn Said |
| Österreich                         | 26. Oktober   | 1955        | Nationalfeiertag                               | Verabschiedung des Neutralitätsgesetzes |
| Osttimor                           | 28. November  | 1975        |                                                | Proklamation der Unabhängigkeit von Portugal |
| Osttimor                           | 20. Mai       | 2002        |                                                | Entlassung in die Unabhängigkeit aus der UN-Verwaltung |
| Pakistan                           | 23. März      | 1940        | Pakistantag                                    | Beschluss zur Staatsgründung |
| Pakistan                           | 14. August    | 1947        | Yom-e-Istiqlal                                 | Unabhängigkeit vom Vereinigten Königreich |
| Palästina                          | 15. November  | 1988        |                                                | Proklamation der Unabhängigkeit |
| Palau                              | 1. Oktober    | 1994        |                                                | Unabhängigkeit von den USA |
| Panama                             | 3. November   | 1903        |                                                | Loslösung von Großkolumbien |
| Papua-Neuguinea                    | 16. September | 1975        |                                                | Unabhängigkeit (vorher: UN-Treuhandgebiet unter australischer Verwaltung) |
| Paraguay                           | 15. Mai       | 1811        | Día de Independencia                           | Unabhängigkeit von Spanien |
| Peru                               | 28. Juli      | 1821        |                                                | Unabhängigkeit von Spanien |
| Philippinen                        | 12. Juni      | 1898        | Araw ng Kalayaan                               | Proklamation der Unabhängigkeit von Spanien |
| Polen                              | 3. Mai        | 1791        |                                                | Erste Polnische Verfassung |
| Polen                              | 11. November  | 1918        | Unabhängigkeitstag                             | Wiederherstellung der Unabhängigkeit nach der Teilung Polens |
| Portugal                           | 10. Juni      | 1579/80     | Dia de Portugal                                | Todestag des Nationaldichters Luís de Camões |
| Ruanda                             | 1. Juli       | 1962        |                                                | Unabhängigkeit von Belgien |
| Rumänien                           | 1. Dezember   | 1919        | Ziua Marii Uniri                               | Vereinigung von Siebenbürgen mit Rumänien |
| Russland                           | 12. Juni      | 1990        | День России                                    | Unabhängigkeit der RSFSR von der Sowjetunion |
| Salomonen                          | 7. Juli       | 1978        |                                                | Unabhängigkeitserklärung vom Vereinigten Königreich |
| Sambia                             | 24. Oktober   | 1964        |                                                | Unabhängigkeitserklärung vom Vereinigten Königreich |
| Samoa                              | 1. Juni       | 1962        | Unabhängigkeitstag                             | Unabhängigkeit von Neuseeland (eigentlich am 1. Januar) |
| San Marino                         | 3. September  | 301         |                                                | legendäre Gründung durch Eremiten Marinus |
| São Tomé und Príncipe              | 12. Juli      | 1975        |                                                | Unabhängigkeit von Portugal |
| Saudi-Arabien                      | 23. September | 1932        |                                                | Tag der Vereinigung zum Einheitsstaat |
| Schweden                           | 6. Juni       | 1523        | Flaggentag                                     | Wahl von Gustav Wasa zum König, aus der die Wiederherstellung der Souveränität durch Ausscheidung aus der dänisch-dominierten Kalmarer Union folgte                                                                    |
| Schweiz                            | 1. August     | 1291        | Bundesfeiertag                                 | Bundesbrief von 1291 (lediglich der Monat aber nicht der genaue Tag ist belegt) |
| Senegal                            | 4. April      | 1960        |                                                | Unabhängigkeit von Frankreich |
| Serbien                            | 15. Februar   | 1804, 1835  |                                                | Beginn des ersten serbischen Aufstandes gegen das Osmanische Reich (1804) und Verabschiedung der ersten serbischen Verfassung (1835)                                                                                   |
| Seychellen                         | 18. Juni      | 1976        | Independence Day                               | Unabhängigkeit vom Vereinigten Königreich |
| Sierra Leone                       | 27. April     | 1961        | Tag der Republik                               | Unabhängigkeit vom Vereinigten Königreich |
| Simbabwe                           | 18. April     | 1980        |                                                | Unabhängigkeitserklärung vom Vereinigten Königreich |
| Singapur                           | 9. August     | 1965        |                                                | Anerkennung der Souveränität durch Malaysia |
| Slowakei                           | 1. Januar     | 1993        |                                                | Auflösung der Tschechoslowakei |
| Slowenien                          | 25. Juni      | 1991        |                                                | Verabschiedung der „Verfassungscharta über die Unabhängigkeit und Souveränität der Republik Slowenien“ (Proklamation der Unabhängigkeit von der SFR Jugoslawien)                                                       |
| Somalia                            | 1. Juli       | 1960        |                                                | Unabhängigkeit des Italienisch-Somaliland und Vereinigung mit Britisch-Somaliland |
| Spanien                            | 12. Oktober   | 1492        |                                                | Entdeckung Amerikas durch Kolumbus |
| Sri Lanka                          | 4. Februar    | 1948        |                                                | Unabhängigkeit vom Vereinigten Königreich |
| St. Kitts und Nevis                | 19. September | 1983        |                                                | Unabhängigkeit vom Vereinigten Königreich |
| St. Lucia                          | 22. Februar   | 1979        |                                                | Unabhängigkeit vom Vereinigten Königreich |
| St. Vincent und die Grenadinen     | 27. Oktober   | 1979        |                                                | Unabhängigkeit vom Vereinigten Königreich |
| Südafrika                          | 27. April     | 1994        | Freedom Day                                    | Erste freie, demokratische Wahl |
| Sudan                              | 1. Januar     | 1956        |                                                | Unabhängigkeit vom Vereinigten Königreich (Ausrufung der Republik als Nachfolge des Anglo-Ägyptischen Sudan) |
| Südsudan                           | 9. Juli       | 2011        |                                                | Unabhängigkeit von Sudan |
| Suriname                           | 25. November  | 1975        |                                                | Unabhängigkeit von den Niederlanden |
| Syrien                             | 17. April     | 1946        |                                                | De-facto-Unabhängigkeit von Frankreich |
| Tadschikistan                      | 9. September  | 1991        |                                                | Proklamation der Unabhängigkeit von der Sowjetunion |
| Tansania                           | 26. April     | 1964        |                                                | Beginn der Union von Tanganjika und Sansibar |
| Thailand                           | 5. Dezember   | 1927        |                                                | Geburtstag des langjährigen Königs Bhumibol Adulyadej |
| Togo                               | 27. April     | 1960        |                                                | Unabhängigkeit von Frankreich |
| Tonga                              | 4. Juni       | 1970        |                                                | Unabhängigkeit vom Vereinigten Königreich |
| Trinidad und Tobago                | 31. August    | 1962        |                                                | Unabhängigkeit vom Vereinigten Königreich |
| Tschad                             | 11. August    | 1960        |                                                | Unabhängigkeit von Frankreich |
| Tschechien                         | 28. Oktober   | 1918        | Den vzniku samostatného československého státu | Proklamation der Unabhängigkeit der Tschechoslowakei von Österreich-Ungarn |
| Tunesien                           | 20. März      | 1956        |                                                | Unabhängigkeitserklärung von Frankreich |
| Türkei                             | 29. Oktober   | 1923        |                                                | Ausrufung der Republik in Nachfolge des Osmanischen Reichs |
| Turkmenistan                       | 27. Oktober   | 1991        |                                                | Proklamation der Unabhängigkeit von der Sowjetunion |
| Tuvalu                             | 1. Oktober    | 1978        |                                                | Unabhängigkeit vom Vereinigten Königreich |
| Uganda                             | 9. Oktober    | 1962        |                                                | Unabhängigkeit vom Vereinigten Königreich |
| Ukraine                            | 24. August    | 1991        | Unabhängigkeitstag День Незалежності України   | Proklamation der Unabhängigkeit von der Sowjetunion |
| Ungarn                             | 15. März      | 1848        |                                                | Beginn der Revolution |
| Ungarn                             | 20. August    | 1083        | St. Stefanstag                                 | Heiligsprechung des ersten Königs und Nationalheiligen Stefan I. |
| Ungarn                             | 23. Oktober   | 1956        |                                                | Beginn des Ungarischen Volksaufstands |
| Uruguay                            | 25. August    | 1825        | Día de la Independencia                        | Proklamation der Unabhängigkeit von Brasilien |
| Usbekistan                         | 1. September  | 1991        |                                                | Unabhängigkeit von der Sowjetunion |
| Vanuatu                            | 30. Juli      | 1980        |                                                | Unabhängigkeit vom Vereinigten Königreich und Frankreich |
| Vatikanstadt                       | 8. Mai        | 2025        |                                                | Tag der Wahl des amtierenden Papsts |
| Venezuela                          | 5. Juli       | 1811        |                                                | Proklamation der Unabhängigkeit von Spanien |
| Vereinigte Arabische Emirate       | 2. Dezember   | 1971        |                                                | Unabhängigkeit der einzelnen Emirate vom Vereinigten Königreich, Gründung der Vereinigten Arabischen Emirate |
| Vereinigte Staaten                 | 4. Juli       | 1776        | Independence Day                               | Unabhängigkeitserklärung vom Vereinigten Königreich |
| Vietnam                            | 2. September  | 1945        | Nationalfeiertag                               | Proklamation der Unabhängigkeit von Frankreich |
| Belarus                            | 3. Juli       | 1944        | Unabhängigkeitstag                             | Rückeroberung von Minsk durch die Rote Armee |
| Westsahara                         | 27. Februar   | 1976        |                                                | Erklärung der Unabhängigkeit von Spanien |
| Zentralafrikanische Republik       | 1. Dezember   | 1958        |                                                | Gründung der Republik (unabhängig von Frankreich seit 1960) |
| Zypern                             | 1. Oktober    | 1960        |                                                | Unabhängigkeit vom Vereinigten Königreich (eigentlich am 16. August 1960) |

## Liste inoffizieller Nationalfeiertage
Die folgende Liste enthält Feiertage souveräner Staaten, die nicht offiziell als Nationalfeiertag begangen werden, denen aber de facto die Rolle eines Nationalfeiertags zukommt.
| Staat                  | Datum        | Jahr | Name         | Ausschlaggebendes Ereignis                          |
| ---------------------- | ------------ | ---- | ------------ | --------------------------------------------------- |
| Dänemark               | 5. Juni      | 1849 | Grundlovsdag | Unterzeichnung des Grundgesetz Dänemarks            |
| Vereinigtes Königreich | 14. November | 1948 |              | Geburtstag des amtierenden Monarchen (Charles III.) |

## Quelle
- Der Fischer Weltalmanach. Fischer Taschenbuch Verlag, Frankfurt am Main 2009, ISBN 978-3-596-72009-5.